# Vasselin
Vasselin est une commune française située dans le département de l'Isère en région Auvergne-Rhône-Alpes.
Historiquement rattachée à l'ancienne province du Dauphiné, la commune est adhérente à la communauté de communes Les Balcons du Dauphiné depuis le 1er janvier 2017. Ses habitants sont les Vasselinois, parfois appelés les Verceilliens en patois local.

## Géographie

### Situation
Vasselin est une commune du Nord-Isère, également dénommée Bas-Dauphiné, une région naturelle dont le relief est principalement composé de collines et de vallées. L'aspect de cette commune est essentiellement rural.
Son centre-ville est située à 79 km de Grenoble, la préfecture du département, et à 67 km de Lyon, préfecture de la région Auvergne-Rhône-Alpes.

### Description
La commune est située à flanc de colline. La partie au sommet de la colline est principalement composée de champs. La partie haute de la pente de la colline est composée d'une large bande de forêt, tandis que dans la partie basse se trouve le centre-ville et d'une manière générale les zones résidentielles. En contrebas de la colline se situent les marais, les étangs et à nouveau des champs.
Dans le centre-ville, une grande église historique témoigne de l'ancienneté et de l'histoire du village, néanmoins l'absence d'autres monuments marquants montre que Vasselin est un village qui est dans l'ensemble toujours resté modeste.

### Communes limitrophes
La commune est bordée par quatre communes limitrophes, correspondant aux quatre points cardinaux.

### Géologie
Le territoire de Vasselin est située à la limite nord des Terres Froides. La dernière glaciation de Würm, a laissé des dépôts de type morainique. Une langue de glacier qui recouvrait les Alpes a débordé les chaînons et couvrait l'ensemble de l'actuel Bas-Dauphiné. Il reste de cette époque glaciaire un plaçage de moraine de fond avec quelques blocs erratiques.

### Hydrographie
L'hydrographie de la commune se résume principalement aux deux grands étangs séparés par une bande de terre, située au bas de la colline. De ces étangs dérivent quelques canaux pour alimenter les champs voisins.
La ville est traversée au sud-est et dans une toute petite section par le Ruisseau du Grand Vent.

### Climat
Pour des articles plus généraux, voir Climat d'Auvergne-Rhône-Alpes et Climat de l'Isère.
En 2010, le climat de la commune est de type climat océanique altéré, selon une étude du Centre national de la recherche scientifique s'appuyant sur une série de données couvrant la période 1971-2000. En 2020, Météo-France publie une typologie des climats de la France métropolitaine dans laquelle la commune est exposée à un climat de montagne ou de marges de montagne et est dans la région climatique  Alpes du nord, caractérisée par une pluviométrie annuelle de 1 200 à 1 500 mm, irrégulièrement répartie en été. 
Pour la période 1971-2000, la température annuelle moyenne est de 11,2 °C, avec une amplitude thermique annuelle de 17,7 °C. Le cumul annuel moyen de précipitations est de 1 177 mm, avec 10,2 jours de précipitations en janvier et 7,1 jours en juillet. Pour la période 1991-2020, la température moyenne annuelle observée sur la station météorologique de Météo-France la plus proche, « Bourgoin », sur la commune de Bourgoin-Jallieu à 14 km à vol d'oiseau, est de 12,4 °C et le cumul annuel moyen de précipitations est de 844,0 mm,. Pour l'avenir, les paramètres climatiques de la commune estimés pour 2050 selon différents scénarios d'émission de gaz à effet de serre sont consultables sur un site dédié publié par Météo-France en novembre 2022.

### Voies de communication
Le village est traversé en majeure partie par la route départementale RD190 qui permet de relier le bourg au centre de Saint-Sorlin-de-Morestel, puis Morestel. La majorité des habitants de Vasselin sont installés le long de cette route ou autour du centre de village.
Contrairement à ses communes limitrophes Vignieu, et Vézeronce-Curtin, Vasselin n'est pas située le long d'une route nationale qui permet de relier Bourgoin-Jallieu et Morestel, ce qui en fait un village calme et peu passant.

## Urbanisme

### Typologie
Au 1er janvier 2024, Vasselin est catégorisée commune rurale à habitat dispersé, selon la nouvelle grille communale de densité à sept niveaux définie par l'Insee en 2022.
Elle est située hors unité urbaine et hors attraction des villes,.

### Occupation des sols
L'occupation des sols de la commune, telle qu'elle ressort de la base de données européenne d’occupation biophysique des sols Corine Land Cover (CLC), est marquée par l'importance des territoires agricoles (66,2 % en 2018), en diminution par rapport à 1990 (67,2 %). La répartition détaillée en 2018 est la suivante : 
terres arables (41,2 %), forêts (25,9 %), zones agricoles hétérogènes (25 %), zones urbanisées (7,9 %). L'évolution de l’occupation des sols de la commune et de ses infrastructures peut être observée sur les différentes représentations cartographiques du territoire : la carte de Cassini (XVIIIe siècle), la carte d'état-major (1820-1866) et les cartes ou photos aériennes de l'IGN pour la période actuelle (1950 à aujourd'hui).

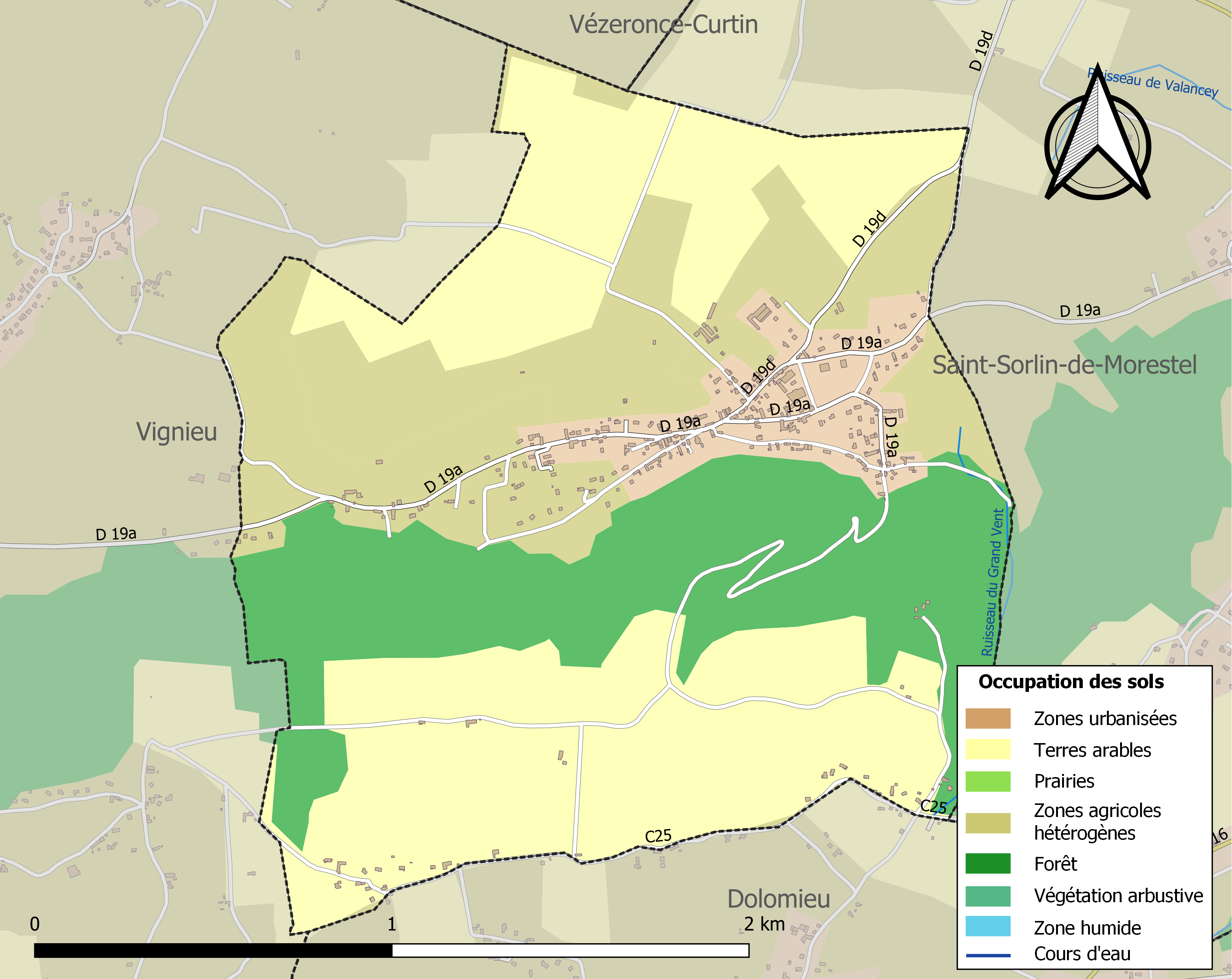
Carte des infrastructures et de l'occupation des sols de la commune en 2018 (CLC).

### Risques naturels et technologiques majeurs

#### Risques sismiques
L'ensemble du territoire de la commune de Vasselin est situé en zone de sismicité n°3 (sur une échelle de 1 à 5), comme la plupart des communes de son secteur géographique.
| Type de zone | Niveau            | Définitions (bâtiment à risque normal) |
| ------------ | ----------------- | -------------------------------------- |
| Zone 3       | Sismicité modérée | accélération = 1,1 m/s2                |

### Administration municipale

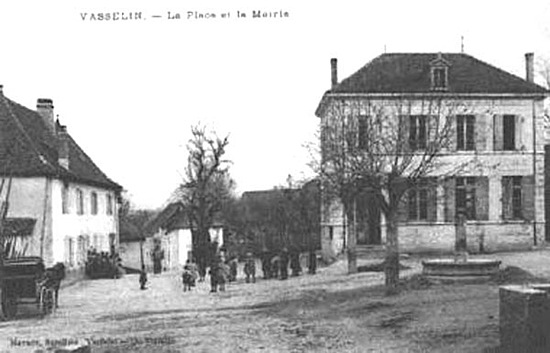
La place de la mairie au début du XXe siècle.

## Politique et administration

### Liste des maires
Voici, ci-dessous la liste des maires nommés, puis élus depuis 1840.

## Population et société

### Démographie
L'évolution du nombre d'habitants est connue à travers les recensements de la population effectués dans la commune depuis 1793. Pour les communes de moins de 10 000 habitants, une enquête de recensement portant sur toute la population est réalisée tous les cinq ans, les populations de référence des années intermédiaires étant quant à elles estimées par interpolation ou extrapolation. Pour la commune, le premier recensement exhaustif entrant dans le cadre du nouveau dispositif a été réalisé en 2006.

En 2022, la commune comptait 462 habitants, en évolution de −0,86 % par rapport à 2016 (Isère : +3,07 %, France hors Mayotte : +2,11 %).
| 1793 | 1800 | 1806 | 1821 | 1831 | 1836 | 1841 | 1846 | 1851 |
| ---- | ---- | ---- | ---- | ---- | ---- | ---- | ---- | ---- |
| 358  | 291  | 345  | 331  | 457  | 419  | 477  | 524  | 452  |

| 1856 | 1861 | 1866 | 1872 | 1876 | 1881 | 1886 | 1891 | 1896 |
| ---- | ---- | ---- | ---- | ---- | ---- | ---- | ---- | ---- |
| 452  | 457  | 457  | 435  | 409  | 418  | 406  | 402  | 408  |

| 1901 | 1906 | 1911 | 1921 | 1926 | 1931 | 1936 | 1946 | 1954 |
| ---- | ---- | ---- | ---- | ---- | ---- | ---- | ---- | ---- |
| 405  | 370  | 373  | 303  | 283  | 263  | 227  | 204  | 188  |

| 1962 | 1968 | 1975 | 1982 | 1990 | 1999 | 2006 | 2011 | 2016 |
| ---- | ---- | ---- | ---- | ---- | ---- | ---- | ---- | ---- |
| 217  | 160  | 171  | 202  | 239  | 300  | 378  | 442  | 466  |

| 2021 | 2022 | - | - | - | - | - | - | - |
| ---- | ---- | - | - | - | - | - | - | - |
| 462  | 462  | - | - | - | - | - | - | - |

### Enseignement
La commune est rattachée à l'académie de Grenoble.

### Médias
Historiquement, le quotidien à grand tirage Le Dauphiné libéré consacre, chaque jour, y compris le dimanche, dans son édition du Nord-Isère, un ou plusieurs articles à l'actualité de la communauté de communes, ainsi que des informations sur les éventuelles manifestations locales, les travaux routiers, et autres événements divers à caractère local.

## Culture locale et patrimoine

### Lieux et monuments
L'église paroissiale Saint-Eusèbe de Vasselin, construite entre 1840 et 1894, présente la particularité de présenter son clocher placé à gauche de l'autel.
Le monument aux morts de Vasselin, Pilier commémoratif se présentant sous la forme d'une obélisque sur socle de forme très simple est situé devant l'église paroissiale. Il est dédié aux morts de la Première guerre mondiale.
La commune héberge de nombreuses maisons de pierre et en pisé, notamment dans le bourg, ainsi que quelques lavoirs et de nombreux calvaires.

### Patrimoine naturel
- Les étangs,
- les marais.

### Héraldique
| Blason de Vasselin | Blason  | De gueules à la bande d'argent chargée de six cerises de gueules feuillées de sinople, accompagnées en chef d'un vase d'or et en pointe d'un courlis à la tête contouné du même. |
| Blason de Vasselin | Détails | Le statut officiel du blason reste à déterminer. |